# Magliaso
Magliaso je obec ve švýcarském kantonu Ticino, okresu Lugano. Žije zde přibližně 1 600 obyvatel.

## Geografie
Obec leží v nadmořské výšce 287 m na pravém břehu Luganského jezera, 5 km jihozápadně od Lugana a 2,5 km severně od Ponte Tresa.
Sousedními obcemi jsou Neggio a Agno na severu, Collina d’Oro na východě, Caslano na jihu a Pura na západě.

## Historie

Letecký pohled (1950)

Magliaso bylo poprvé zmíněno v roce 769 jako Maliacis. V roce 854 je uváděno ve slovním spojení de vico Maliaci.
V období Langobardů vlastnil statek v Magliaso klášter San Pietro in Ciel d’Oro v Pavii. Původ starého kostela San Quirico (zmiňovaného v roce 1033) a hradu San Giorgio není znám. Téměř dvě desetiletí (1098–1117) bylo Magliaso sídlem schizmatického biskupa z Coma Landolfa Carcana, kterého císař Jindřich IV. jmenoval biskupem proti papeži Řehoři VII. Hrad byl v roce 1117 obléhán a dobyt Comem; Landolfovo další působení není jisté, možná byl deportován nebo zavražděn. To vedlo k desetileté válce mezi Comem a Milánem.
Románská freska na jižní věži pochází ze stejného období a je jedním z mála světských románských děl ve Švýcarsku. Ve 13. století se hrad stal majetkem větve rodu Rusca z Coma. V roce 1668 získal svrchovaná práva nad obcí Carlo Corrado Beroldingen, kancléř luganského poddanství, který nechal postavit farní kostel a místo chátrající zříceniny hradu postavil zdobný palác.
V polovině 19. století byla v důsledku zákona o potírání bezdomovectví naturalizována jedna jenišská rodina.
Podél zavlažovacího kanálu bývalo mnoho izolovaných statků a mlýnů, což bylo typické pro předindustriální hospodářství. Obec zažila silnou emigraci do Lombardie, Jižní Ameriky a během druhé světové války do středního Švýcarska. Na počátku 21. století byly rozsáhlé oblasti údolí a podél jezera zastavěny obytnými čtvrtěmi. Zatímco sektor služeb je v Magliaso nejdůležitějším hospodářským odvětvím, turistická infrastruktura se téměř nerozvinula. Na úpatí hory bylo vybudováno golfové hřiště.

## Obyvatelstvo

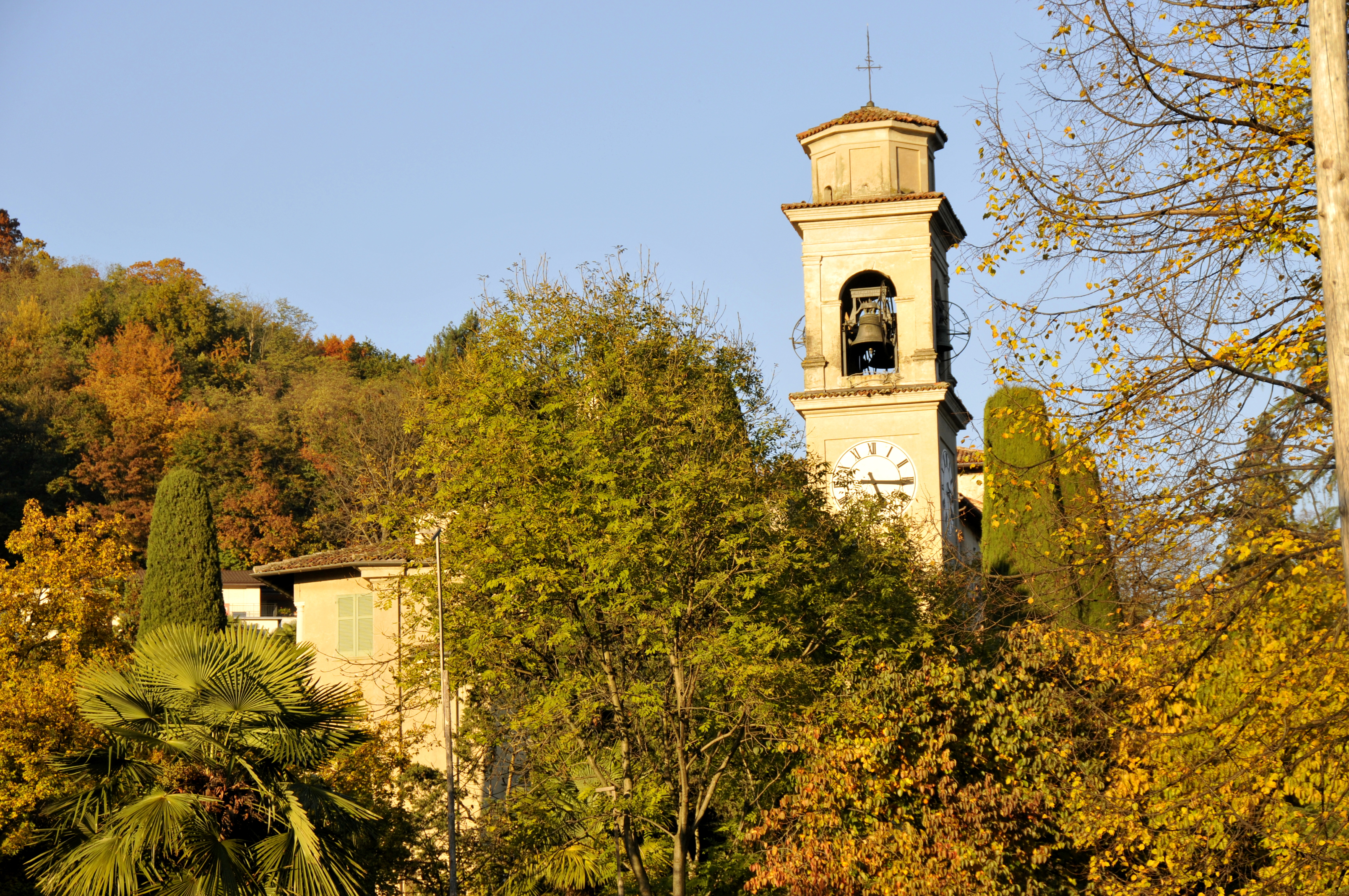
Kostel

| Vývoj počtu obyvatel | Vývoj počtu obyvatel | Vývoj počtu obyvatel | Vývoj počtu obyvatel | Vývoj počtu obyvatel | Vývoj počtu obyvatel | Vývoj počtu obyvatel | Vývoj počtu obyvatel | Vývoj počtu obyvatel | Vývoj počtu obyvatel | Vývoj počtu obyvatel | Vývoj počtu obyvatel | Vývoj počtu obyvatel | Vývoj počtu obyvatel | Vývoj počtu obyvatel | Vývoj počtu obyvatel |
| -------------------- | -------------------- | -------------------- | -------------------- | -------------------- | -------------------- | -------------------- | -------------------- | -------------------- | -------------------- | -------------------- | -------------------- | -------------------- | -------------------- | -------------------- | -------------------- |
| Rok                  | 1696                 | 1721                 | 1808                 | 1900                 | 1950                 | 1970                 | 1980                 | 1990                 | 2000                 | 2005                 | 2008                 | 2009                 | 2010                 | 2011                 | 2020                 |
| Počet obyvatel       | 129                  | 185                  | 304                  | 419                  | 581                  | 889                  | 975                  | 1171                 | 1384                 | 1387                 | 1453                 | 1463                 | 1452                 | 1450                 | 1600                 |

## Doprava
Obcí prochází hlavní silnice z Lugana do Ponte Tresa. Obec je napojena na síť veřejné dopravy dvěma zastávkami (Magliaso a Magliaso Paese) na železniční trati Lugano – Ponte Tresa.